# Ambassade van Nederland in Ethiopië
Het gebouw van de Nederlandse ambassade in Ethiopië werd ontworpen door Dick van Gameren en Bjarne Mastenbroek, toentertijd werkzaam bij De Architectengroep. Het ontwerp is geïnspireerd op de Rotskerken van Lalibela en werd in 2007 bekroond met de Aga Khan-prijs voor Architectuur. Het gebouw staat in de Ethiopische hoofdstad Addis Abeba.
Het gebouw is 150 meter lang en loopt door een glooiende tuin waar het gedeeltelijk in verdwijnt. Het achterste deel bevat een aantal woningen voor de medewerkers.
Op het dak is in een reliëf een polderlandschap aangelegd. Het oorspronkelijke plan was om hier water door te laten vloeïen waardoor de mensen in de ambassade altijd onder het water zouden werken. Dit als verwijzing naar Nederland dat grotendeels onder de zeespiegel ligt.

## Galerij

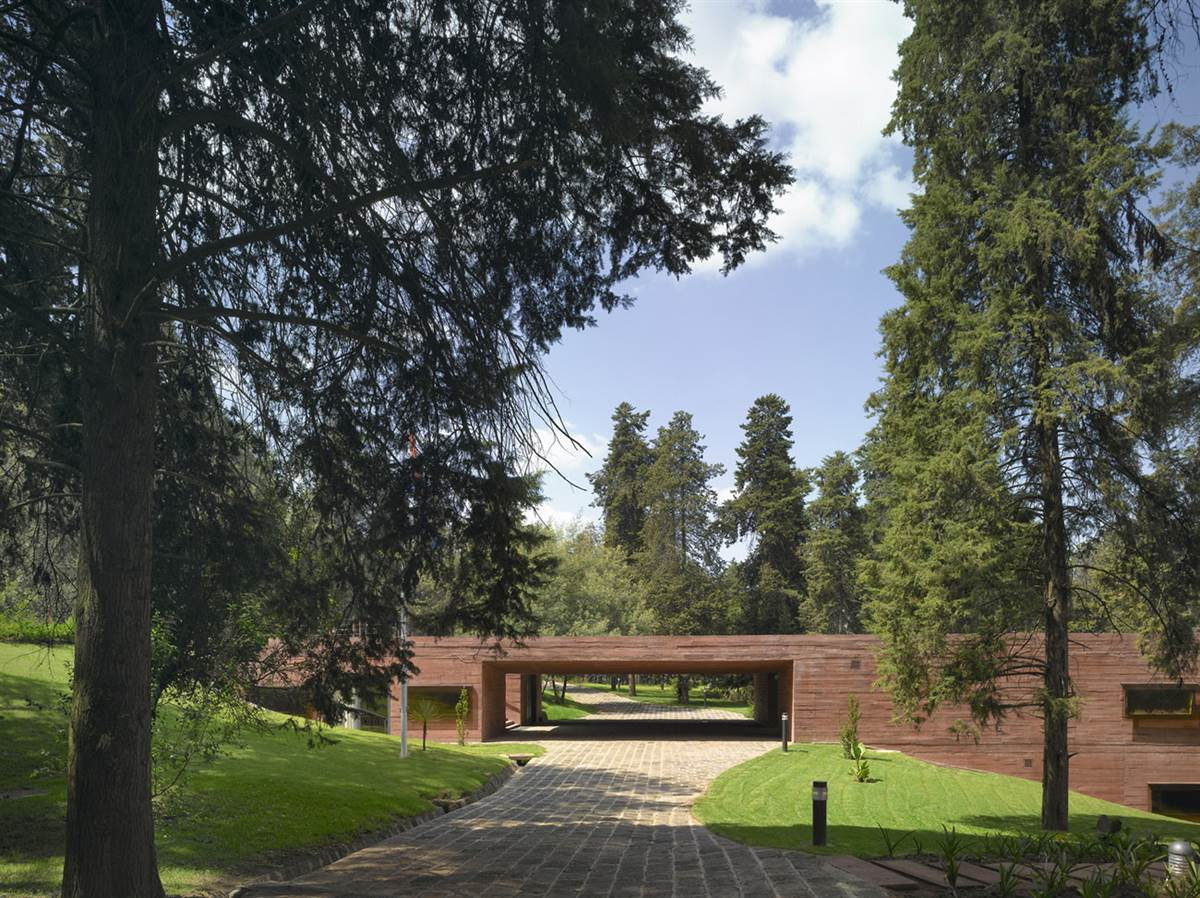
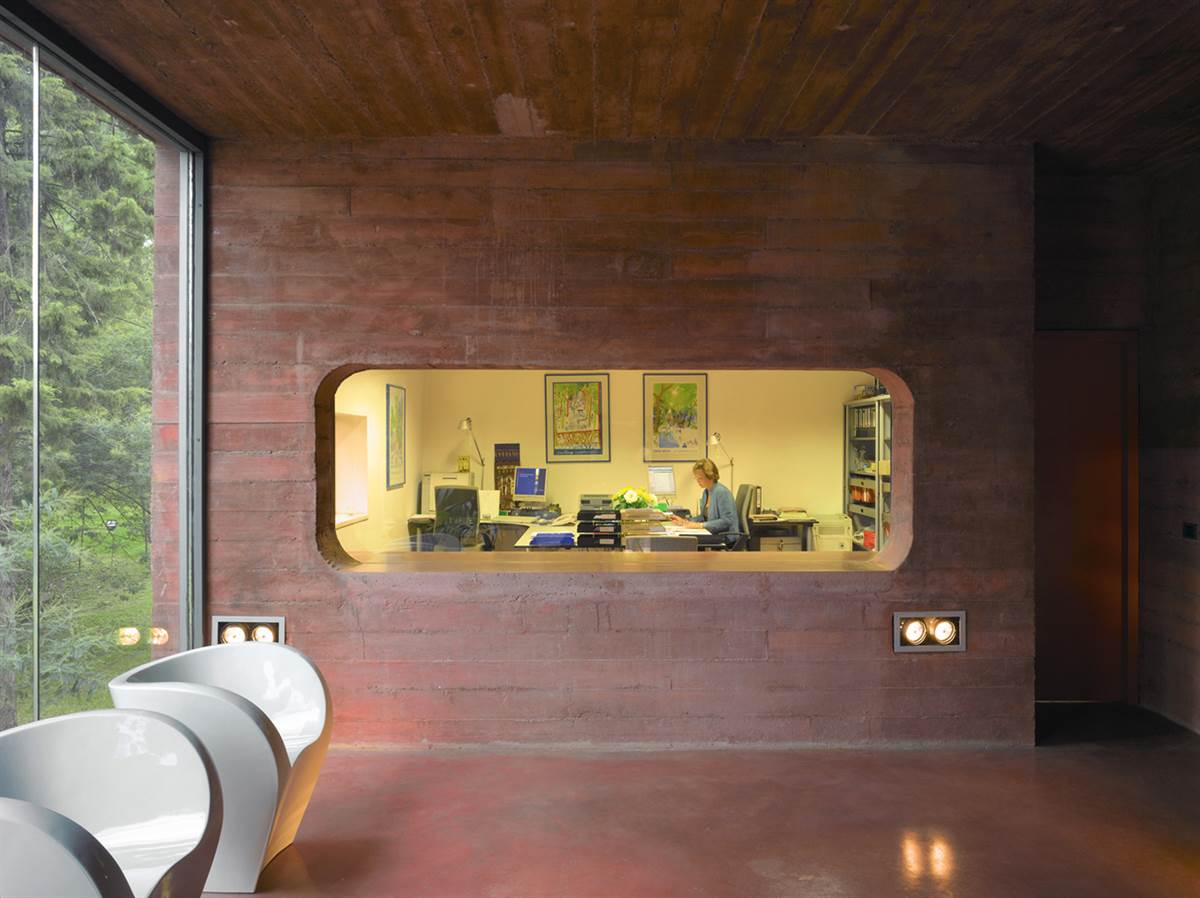